# Shira Gorshman
Shira Gorshman (Krakes, Lituània, 10 d'abril de 1906 – Ascaló, 4 d'abril de 2001), era una escriptora i biògrafa d'origen jueu, que escrivia en ídix.
Va néixer en el si d'una família extremadament pobra i va començar a treballar de molt petita. Va aconseguir tenir una educació bàsica i era poliglota. Va ser autosuficient amb 14 anys i va tenir la seva primera filla amb 16. De molt jove es va mudar a Kaunas, on va participar en diverses organitzacions sionistes. El 1924 es va mudar a Palestina, on va exercir una important tasca en una comuna anomenada Gdud ha-Avodah, una organització efímera d'esquerra sionista va intentar reclutar gent a les colònies jueves incipients a Palestina. A Gdud ha-Avodah, els comuners vivien i treballaven junts, reemborsant totes les seves despeses a un fons comú, mentre projectaven infraestructures de major envergadura com una carretera.
A 1928, amb altres membres d'aquest grup, Gorshman tornar a la Unió Soviètica per treballar en una altra utòpica comuna, aquesta vegada una colònia agrícola a Crimea com descriu en una de les últimes memòries, In di shpurn fun gdud ha-avodah (rere les passes de Gdud ha-Avodah), de 1998, versada en ambdues experiències comunals.
En Crimea, va conèixer al pintor Mendl Gorshman, amb qui es va mudar a Moscou, on va viure diversos anys i va començar la seva carrera com a escriptora en diverses publicacions en ídix i nombroses antologies amb gran acollida per part de la crítica. Es va mudar a Israel el 1990, on va continuar escrivint. Va morir a Ascaló el 2001.

## Obra
- Der koyekh fun lebn (El poder de la vida)
- 33 noveln (33 novel·les)
- Lebn un likht (Vida i llum)
- Yontef in mitn vokh (Vacances a mitja setmana)
- Oysdoyer (Resistance)
- Khanes shof un rinder (Les ovelles i les vaques de Khana)
- Ikh hob lib arumforn (M'encara vagar)
- Vi tsum ershtn mol (Com la primera vegada)
- On a gal (Sense malícia)
- In di shpurn fun gdud ha-avodah (Rere els passos de Gdud ha-Avodah)